# Veicolo trasporto truppe

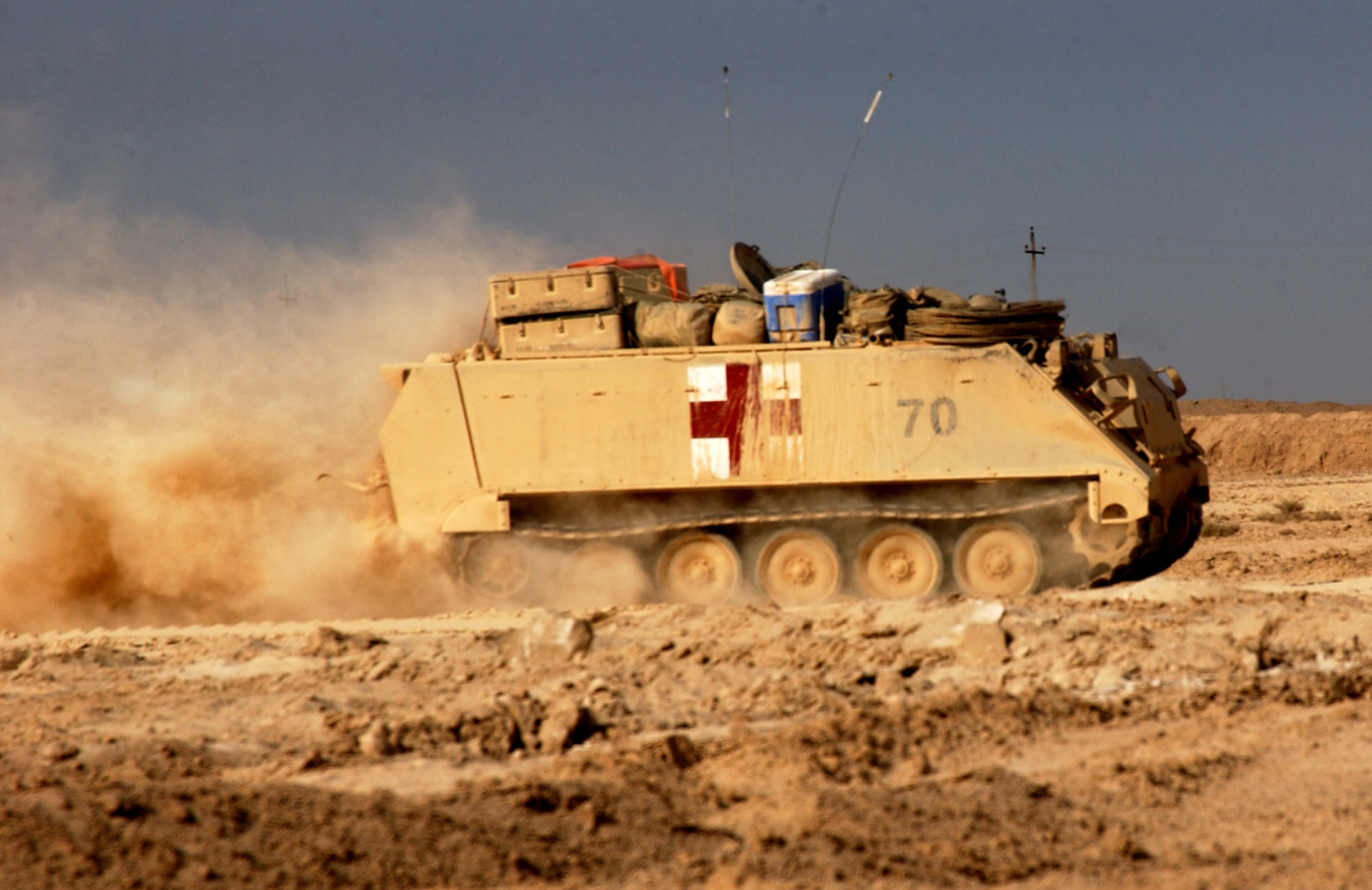
Un M113 impegnato nel servizio medico a Fallujah, Iraq, il 12 novembre 2004

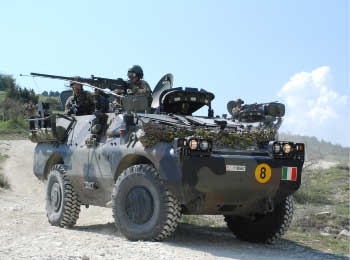
Un APC Puma 4x4.

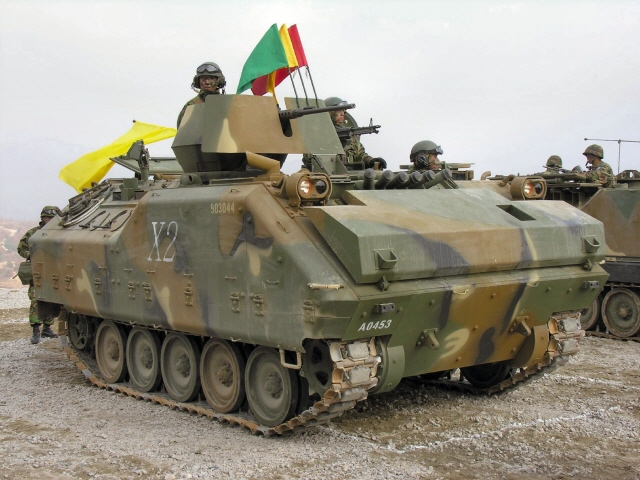
Un K200 KIFV della Corea del Sud

Un veicolo trasporto truppe o VTT (talvolta indicato anche come APC dall'inglese Armoured Personnel Carrier, "trasportatore corazzato di personale") è un mezzo corazzato militare terrestre sviluppato a partire dal periodo della seconda guerra mondiale; il mezzo è destinato al trasporto della fanteria fino al limite del campo di battaglia, offrendo ad essa un minimo di protezione balistica.
L'armamento di un VTT è minimo e solitamente consiste in una mitragliatrice di calibro inferiore a 20 mm, spesso posta in postazione non protetta; ciò è dovuto al fatto che l'armamento a bordo serve esclusivamente per appoggiare la fanteria appena sbarcata dal veicolo, con il mezzo stesso che svolge solo funzioni di trasporto senza operare dentro al campo di battaglia vero e proprio. Per via dei loro compiti, questi mezzi hanno una bassa protezione balistica privilegiando la manovrabilità e la spaziosità interna, e possono essere sia ruotati sia cingolati sia semicingolati.

## Storia

### Il XX secolo e le origini
L'origine di questo tipo di veicoli nacque con la progressiva motorizzazione delle forze armate; sin dai tempi della rivoluzione messicana gli Stati Uniti d'America utilizzarono autocarri appositamente attrezzati e forniti di mitragliatrici per contrastare le incursioni messicane entro i confini degli Stati Uniti. Questi mezzi consentivano di portare squadre di fanteria a contatto con il nemico prima che questo potesse abbandonare il campo di battaglia e quindi rompere il contatto. Nel corso della prima guerra mondiale vennero scarsamente utilizzati in luogo di una guerra di posizione; anche perché i campi di battaglia erano impraticabili per qualsiasi veicolo ruotato.
Subito dopo la fine della guerra, con lo sviluppo del carro armato e sugli studi e sulla metodologia di un suo impiego bellico, portarono alla constatazione che i carri non potevano operare isolatamente, ma dovevano agire coordinati con le altre armi, ed in particolare la fanteria. Dato che restava il problema del movimento sul campo di battaglia devastato dall'artiglieria, non era possibile adottare un movimento totalmente ruotato, ma un sistema di trazione basato unicamente su cingoli era complesso, costoso e relativamente poco affidabile, per questi motivi la preferenza fu data ad un sistema misto, cioè furono usati veicoli semicingolati. I veicoli semicingolati presentavano la trazione (posteriore) su cingoli e l'assale anteriore fornito di ruote, che facilitavano la manovra del veicolo.

### Lo sviluppo nel corso della seconda guerra mondiale
Nel corso della seconda guerra mondiale la Germania nazista sviluppò un veicolo per una squadra di fanteria (Sd.Kfz. 250) e uno per il trasporto di 12 uomini equipaggiati (Sd.Kfz. 251). Gli Stati Uniti, che realizzarono una serie di semicingolati (half-track nella denominazione inglese) destinati ad operare come trasporto truppe, tutti i veicoli, differenti solo per particolari secondari, traevano origine dall'M2 Half-track, studiato come trattore di artiglieria leggera, poi sviluppato nelle varianti M3 Half-track (il vero e proprio trasporto truppe, con la possibilità di trasportare 14 uomini) ed M5, destinata soprattutto all'esportazione in base alla legge affitti e prestiti (Lend-lease act). Il vantaggio dell'M3 sui veicoli similari tedeschi era dato principalmente dalla trazione integrale (nell'M3, a differenza dell'Sd.Kfz. 250 e del similare Sd.Kfz. 251), anche l'assale anteriore era collegato al motore, quindi la trazione avveniva su ruote/cingoli invece che solamente su cingoli. Inoltre la particolare tecnologia dei cingoli (in gomma ed avvolgenti invece che a maglie) dell'M3 permetteva una marcia con maggiore comfort nei confronti dei semicingolati tedeschi. Il vantaggio dei semicingolati tedeschi invece risiedeva in una profilatura balistica estremamente superiore, dato che tutte le superfici erano angolate, a differenza di quelle dell'M3 che erano verticali. La capacità di fuoco fra questi mezzi era nettamente a vantaggio dell'M3 nei confronti del Sd.Kfz. 250 (una mitragliatrice 12,7 mm contro una mitragliatrice 7,92 mm), mentre era confrontabile con quella del Sd.Kfz. 251 (una mitragliatrice 12,7 mm contro due da 7,92 mm).
L'US Army realizzò anche un trasporto truppe completamente ruotato, basato sull'architettura dell'autoblindo M8, denominato M20, questo mezzo rimase in servizio fino a tutta la guerra di Corea. Invece gli unici tentativi di veicoli per il trasporto della truppe completamente cingolati furono effettuati in Canada, usando scafi dei carri M3 o M4 (Kangaroo).
Nel corso della guerra tutti i veicoli trasporto truppe erano a cielo aperto, salvo alcune varianti per usi speciali (ambulanza o posto comando). L'unico veicolo trasporto a protezione totale fu realizzato nell'Italia fascista, il veicolo Fiat-SPA AS37, realizzato dall'Ansaldo in pochi esemplari e comunque quando la guerra era già troppo avanzata perché potesse avere una diffusione abbastanza ampia (1942).

### Dal secondo dopoguerra ad oggi
Sia l'M3 Half-track sia il Sd.Kfz. 251, possono essere classificati come trasporto truppe, soprattutto perché, a causa della mancanza di protezione dall'alto, non potevano avere una penetrazione profonda nel campo di battaglia. In realtà l'uso tattico di entrambi (ed in particolare del semicingolato tedesco) fu come veicoli per il combattimento della fanteria, in quanto il fatto di essere a cielo aperto permetteva alla fanteria trasportata di utilizzare le sue armi contro il nemico. In particolare il Sd.Kfz. 251 fu la base per un sistema d'arma che prevedeva un veicolo con armamento controcarri per ogni plotone Sd.Kfz. 251/10, quindi la previsione tattica era di poter giungere anche a contatto balistico con le forze corazzate nemiche. Tuttavia, finita la guerra, dagli studi operativi apparve chiaro che veicoli a cielo aperto non fornivano una protezione sufficiente sul campo di battaglia, sia in considerazione delle minacce dalle schegge di artiglieria nemica, sia per la presenza di un'offesa aerea. Quindi lo sviluppo dei veicoli destinati ad operare con la fanteria sul campo di battaglia ebbe una biforcazione: da una parte i veicoli studiati in modo tale che la fanteria dentro il veicolo fosse incapace di impegnare il nemico (veicolo trasporto truppe - VTT) e dall'altra veicoli da cui la fanteria potesse usare le proprie armi contro il nemico (veicolo da combattimento della fanteria - VCF). Quello che comunque fu subito chiaro ai pianificatori fu la necessità di una protezione totale delle truppe trasportate, che perciò furono protette anche da minacce provenienti dall'alto.
La soluzione del veicolo semicingolato, sia pure usata per tutto il corso della guerra, presentava il grosso problema di sommare le deficienze del movimento su ruote (eccessiva pressione al suolo) con quelle del movimento su cingolo (bassa affidabilità), quindi i VTT furono realizzati come veicoli completamente ruotati o come veicoli cingolati.
Gli studi statunitensi, orientati alla soluzione di adottare la trazione su cingoli, iniziarono con un veicolo (M44) su scafo del carro M24 Chaffee, ma con dimensioni (2,84 m di altezza) tali da renderlo poco adatto al campo di battaglia. Una riduzione delle dimensioni ed una revisione generale dell'architettura del mezzo portarono, attraverso diversi veicoli molto meno rilevanti dal punto di vista dell'impiego (M75, M59, M114), all'M113, il veicolo di questo tipo più diffuso nel mondo, adottato da tutti gli stati NATO (tranne la Francia) e da un buon numero di stati non allineati. Questo veicolo rappresentò quanto di meglio era realizzabile con le limitazioni intrinseche alle modalità di impiego di questi veicoli, unendo una buona mobilità con una protezione sufficiente contro le minacce prevedibili, restando tuttavia la limitazione che le truppe trasportate non erano in grado di avere nessuna informazione sul campo di battaglia prima dell'apertura dei portelloni.
In Europa sono stati realizzati veicoli trasporto truppe cingolati dalla Francia (AMX-10P), Gran Bretagna (FV432 e Stormer). I veicoli prodotti in Germania hanno le caratteristiche degli IFV invece che di VTT. In particolare in Italia è stato prodotto il VCC-1 Camillino basato sull'architettura dell'M113. Nella nomenclatura dell'Esercito Italiano i VTT e gli IFV sono accomunati sotto la sigla VCC (Veicolo Corazzato da Combattimento).
In URSS i modelli cingolati sono stati principalmente il BTR-50 e il BMD-1, quest'ultimo presentava comunque le caratteristiche di armamento di un veicolo da combattimento della fanteria e spesso viene classificato in tale categoria. In genere questi veicoli presentano una sagoma più alta rispetto a quella dei veicoli occidentali similari. I mezzi costruiti successivamente in Unione Sovietica (BMP-1, BMP-2 e BMP-3) sono considerati più correttamente veicoli da combattimento fanteria.
Accanto ai VTT cingolati si sono sviluppati VTT ruotati che presentano una riduzione di costi ed una maggiore affidabilità, pagata tuttavia con una minore mobilità in terreno vario. I VTT ruotati sono stati spesso usati anche da forze di polizia (generalmente nella configurazione non armata), soprattutto in occasioni in cui è possibile prevedere l'insorgere di fenomeni di guerriglia urbana. I VTT ruotati più significativi sono stati prodotti nei paesi del patto di Varsavia, in particolare URSS (BTR-40 e BTR-152, entrambi a cielo aperto e soprattutto la serie BTR-60, BTR-70 e BTR-80, tutte migliorie del modello base) e Cecoslovacchia (OT-64). In ambito NATO, i VTT ruotati sono stati sviluppati praticamente solo sulla sponda europea dell'Atlantico, da Francia (Renault VAB, Berliet VXB-170 e Panhard VCR), Germania (Transportpanzer 1 Fuchs, sullo scafo dell'autoblindo Luchs), Gran Bretagna (AT-105 Saxon, Alvis Saracen) e Belgio (Sibmas). In altri paesi rivestono interesse il BMR-600 spagnolo e l'EE-11 Urutu brasiliano.

## Caratteristiche
Viene utilizzato per il trasporto delle truppe fino al limite del campo di battaglia offrendo ad essa un minimo di protezione balistica; per questo motivo l'armamento di un VTT è minimo e solitamente consiste in una mitragliatrice, del calibro inferiore a 20 mm, posta in postazione non protetta: ciò è dovuto al fatto che l'armamento a bordo serve esclusivamente per appoggiare la fanteria appena sbarcata dal veicolo, con il mezzo stesso che svolge solo funzioni di trasporto senza operare dentro al campo di battaglia vero e proprio.
Per via dei loro compiti, questi mezzi hanno una bassa protezione balistica privilegiando la manovrabilità e la spaziosità interna, e possono essere sia ruotati sia cingolati sia semicingolati (anche se, dopo la seconda guerra mondiale, non sono stati più progettati veicoli di questo tipo).

## Definizione
The term “armoured personnel carrier” means an armoured combat vehicle which is designed and equipped to transport a combat infantry squad and which, as a rule, is armed with an integral or organic weapon of less then 20 millimetres calibre.»
Il termine "veicolo corazzato da trasporto truppa" significa un veicolo corazzato di combattimento, progettato ed equipaggiato per il trasporto di una squadra di fanteria in assetto di combattimento, e che, di regola, è armato con un cannone incorporato o organico di calibro inferiore a 20 millimetri.»
(OSCE, Trattato sulle forze armate convenzionali in Europa)

## Modelli
Alcuni modelli di veicoli corazzati da trasporto truppe:
(A) Veicoli corazzati da trasporto truppe (Armoured personnel carriers) elencati nel CFE)
- YPR-765 (<20 mm)
- AMX-13 VTT
- M113
- M75
- FV103 Spartan
- AVGP Grizzly
- TPz-1 Fuchs
- VAB
- M59
- ELVO Leonidas 2
- VCC-1 Camillino
- VCC-2
- Saxon
- AFV432
- Saracen
- Humber
- BDX
- BMR-600
- Chaimite V200
- V150S
- EBR-ETT
- M3A1
- DAF YP-408
- BLR-600
- VIB
- AAVP-7A1 (LVTP-7)
- 6614/G
- BTR-152
- BTR-50
- BTR-60
- BTR-70
- MT-LB(*)
- BTR-40
- BTR-152
- BTR-50
- BTR-60
- OT-62 TOPAS
- OT-64 SKOT
- OT-90
- D-442 FUG
- BTR-70
- BTR-80
- BTR-D
- TAB-77
- OT-810
- PSZH D-944
- TABC-79
- TAB-71
- MLVM
- MT-LB(*)

Altri veicoli corazzati da trasporto truppe
- Bushmaster
- Hawkei
- Pandur (I e II)
- EE-11 Urutu
- Sibmas
- MOWAG Piranha
- LOV-1
- Fahd
- Patria Pasi
- Aravis
- CRAB
- M3
- PVP
- Titus
- VBMR
- VBL
- VCR
- VXB-170
- ATF Dingo
- Rheinmetall Condor
- KMW Grizzly (GFF4)
- Pindad Anoa
- Pindad Komodo
- Pindad Panser
- Fiat 6616
- Iveco LMV
- Iveco VM 90P
- Puma
- Bravia Chaimite
- ABC-79M (TABC-79)
- BPM-97
- BTR-90
- Bumerang
- Kurganets-25
- SBA-60K2 Bulat
- Ural Taifun-U
- Kamaz Taifun-K Bv 206S
- First Win
- Otokar Akrep
- Otokar Cobra
- Buffalo
- HMMWV o Humvee
- BOV (APC)
- Marauder
- Ratel
- RG-34